# Saint-Roch-de-l'Achigan
Saint-Roch-de-l’Achigan (AFI: /sɛ̃ᴚɔkdəlaʃigɑ̃/), antiguamente Saint-Roch, es un municipio perteneciente a la provincia de Quebec en Canadá. Es ubicado en el municipio regional de condado (MRC) de Montcalm en la región administrativa de Lanaudière.

## Geografía
Saint-Roch-de-l’Achigan se encuentra 40 kilómetros al norte de Montreal y 15 kilómetros al este de Saint-Lin–Laurentides. Limita al norte con Saint-Esprit, al noreste con Saint-Jacques, al este con L'Épiphanie, al sur con Mascouche y Terrebonne, al suroeste con Saint-Lin-Laurentides y al oeste con Saint-Roch-Ouest. Su superficie total es de 79,92 km², de los que 79,20 km² son tierra firme. El río L’Achigan atraviesa el territorio del oeste al este. Los arroyos Saint-Jean y des Anges bañan la localidad. El terreno es propicio a la agricultura.

## Urbanismo
La rue Principale o rang de la Rivière Nord ( QC 339 ), que bordea el L’Achigan y atraviesa el pueblo de Saint-Roch-de-L’Achigan, es una carretera colectora que va a L’Épiphanie al este y a Saint-Roch-Ouest y Saint-Lin-Laurentides al oeste. La rue Armand-Majeau une la parte norte del pueblo al margen opuesto se conecta con la autopista  A 25  al sur hacia Mascouche.

## Historia
Los primeros habitantes, originarios de Saint-Pierre-du-Portage (ahora L'Assomption), se establieron hacia 1770 en esta parte del señorío de L'Assomption. La parroquia católica de Saint-Roch-de-l’Achigan, honrando Paul-Roch de Saint-Ours de l'Eschaillon (1747-1814), señor de L'Assomption, fue creada en 1787. En 1832, la oficina de correos de Saint-Roch-l’Achigan abrió. En 1837-1838, la rebelión de los Patriotas fue activa en Saint-Roch-de-l’Achigan. El municipio de Saint-Roch-de-l'Achigan fue instituido en 1845 pero abolido en 1847. Fue recreado como el municipio de parroquia de Saint-Roch en 1855. En 1884, una manufactura de tabaco se implantó en Saint-Roch. En 1921, el municipio de Saint-Roch-Ouest fue creado por separación del municipio de Saint-Roch. El municipio de parroquia de Saint-Roch cambió su nombre para el de Saint-Roch-de-l’Achigan en 1957 y su estatuto para el de municipio en 2006.

## Política
Saint-Roch-de-l’Achigan está incluso en el MRC de Montcalm. El consejo municipal se compone del alcalde y de seis consejeros representando distritos territoriales. El alcalde actual (2016) es Georges Locas, que sucedió a Yves Prud’homme en 2009.
|                                 | 2005-2009         | 2009-2013                      | 2013-2017                 |
| Alcalde                         | Yves Prud’homme   | Georges Locas                  | Georges Locas             |
| 1 - Saint-Jean                  | Daniel Marien     | Alain Lafortune                | Alain Lafortune           |
| 2 - Masson – Vallée-Ensoleillée | Guy Dumont        | Luc Hamelin                    | Luc Hamelin               |
| 3 - Centre                      | Lise Gauthier     | Lise Gauthier                  | Normand Lecavalier        |
| 4 - Saint-Charles               | Sylvain Beauchamp | Normand Renaud*                | Carole Brisebois Vendette |
| 5 - Dufort                      | Joel Henri        | André Lanque* Normand Renaud** | Normand Renaud            |
| 6 - Ruisseau-des-Anges          | Serge Villemaire  | Serge Villemaire               | Serge Villemaire          |

* Consejero al inicio del termo pero no al fin.  ** Consejero al fin del termo pero no al inicio.
El territorio de Saint-Roch-de-l’Achigan está ubicado en la circunscripción electoral de Rousseau a nivel provincial y de Montcalm  a nivel federal.

## Demografía
Según el censo de Canadá de 2011, Saint-Roch-de-l’Achigan contaba con 4892 habitantes. La densidad de población estaba de 60,6 hab./km². Entre 2006 y 2011 hubo un aumento de 443 habitantes (10,0 %). En 2011, el número total de inmuebles particulares era de 1987, de los cuales 1936 estaban ocupados por residentes habituales, otros siendo desocupados o residencias secundarias. El pueblo de Saint-Roch-de-l’Achigan contaba con 1333 habitantes, o 27,2% de la población del municipio, en 2011.
Evolución de la población total, 1991-2015

## Sociedad

### Personalidades
- Lise Thibault (1939-), periodista y política